# Schweizerische Gesellschaft für Eisenbahngeschichte
Die Schweizerische Gesellschaft für Eisenbahngeschichte SGEG ist ein Verein mit Co-Sitz im zürcherischen Rümlang und in Basel in der Schweiz, der sich mit der Geschichte der Eisenbahn befasst. Die SGEG ist das Pendant der DGEG in Deutschland bzw. der ÖGEG in Österreich. Im Gegensatz zur DGEG und ÖGEG besitzt die SGEG allerdings keine eigenen Fahrzeuge. Ihr umfangreiches Archiv ist aber für die Erforschung der Geschichte der Schweizer Eisenbahn von hoher Bedeutung.

## Geschichte
Die Schweizerische Gesellschaft für Eisenbahngeschichte SGEG wurde im Jahre 2004 gegründet. Auslöser war das Bemühen, das gesamte Bildarchiv der Firma Bombardier Schweiz – darin enthalten die Bildarchive der Schindler Waggon Pratteln, Schweizerische Waggonfabrik Schlieren und Flug- und Fahrzeugwerke Altenrhein – vor der Vernichtung zu retten. Zwischen 2012 und 2019 konnte das komplette Archiv der Fa. Bombardier in den Räumlichkeiten des Staatsarchivs des Kantons Zürich gelagert werden. Seither betreut die SGEG ihr Archiv wieder in eigener Verantwortung.
Der Verein führt seit seiner Gründung regelmässig Exkursionen durch. Die ersten Exkursionen waren 2004 der Besuch der Chemins de fer du Jura und der Depotanlagen Rorschach der SBB sowie 2005 die Fahrt mit dem Dampfbahn-Verein Zürcher Oberland.

## Vereinsziele
Die Ziele der Schweizerischen Gesellschaft für Eisenbahngeschichte (SGEG) umfassen die Erhaltung von Bild-, Text- und Tondokumenten sowie Original-Gegenständen, Anlagen und Fahrzeugen des schienengebundenen Verkehrs in der Schweiz und den angrenzenden Nachbarländern, ebenso wie der schweizerischen Rollmaterialindustrie. Darüber hinaus setzt sich der Verein für die Dokumentation, Digitalisierung, Restaurierung und Archivierung dieser Objekte und Archivalien ein. Ein weiteres Ziel ist die Gewährleistung des Zugriffs der privaten und gewerblichen Spender auf ihre eingebrachten Objekte.
Die SGEG fördert zudem die Vernetzung und Zusammenarbeit mit bestehenden Sammlungen und Archiven. Eine Veröffentlichung der gesammelten Materialien erfolgt in verschiedenen Publikationen und Presseerzeugnissen. Der Verein beteiligt sich außerdem an Vorführungen, die sowohl für private als auch für wissenschaftliche und gewerbliche Institutionen zugänglich sind. Zu den Partnern der SGEG gehören unter anderem die SGTI – Schweizerische Gesellschaft für Technikgeschichte und Industriekultur, der Verein Lichtspiel / Kinemathek Bern und die Semaphor Zeitschrift.